# Reading Keys (1957-1958)
I Reading Keys sono stati una franchigia di pallacanestro della EPBL, con sede a Reading, in Pennsylvania, attivi tra il 1957 e il 1958.
Disputarono una sola stagione nella lega, nel 1957-58, vincendo una sola partita delle 28 disputate. Si sciolsero al termine del campionato.

## Stagioni
| Stagione | Lega | Denominazione | V | P  | %   | Piazzamento | Play-off |
| -------- | ---- | ------------- | - | -- | --- | ----------- | -------- |
| 1957-58  | EPBL | Reading Keys  | 1 | 27 | 3,6 | 8º          | -        |